# L. L. 자멘호프
루도비코 라자로 자멘호프(폴란드어: Ludwik Łazarz Zamenhof 루드비크 와자시 자멘호프[*], 에스페란토: Ludoviko Lazaro Zamenhof(o) 루도비코 라자로 자멘호프, 러시아어: Лю́двик Ла́зарь За́менгоф 류드비크 라자리 자멘고프[*], 이디시어: לייזער זאַמענהאָף 레이제르 자멘호프, 1859년 12월 15일 - 1917년 4월 14일)는 세계에서 가장 많이 쓰이는 인공어인 에스페란토를 창제한 폴란드의 안과 의사이다.

## 생애

### 유년기 (1859~1885)

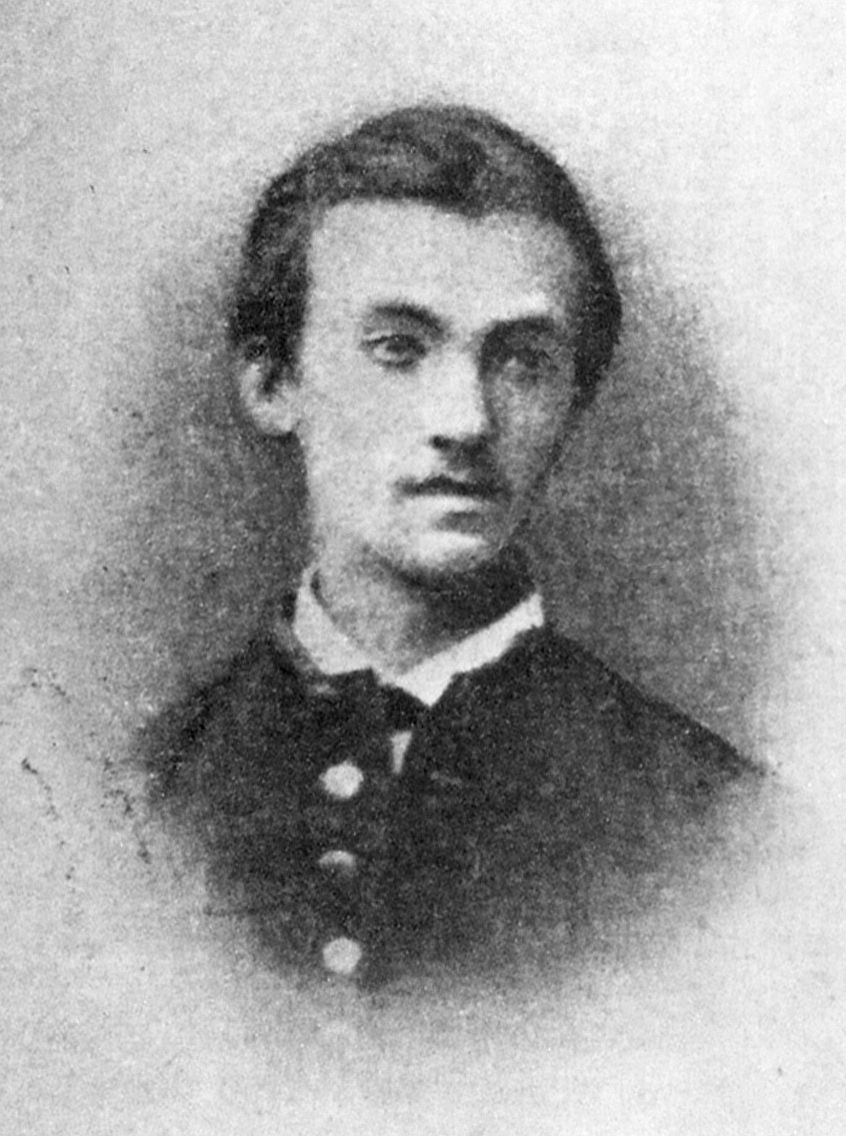
19세의 자멘호프 (1879년)

자멘호프는 1859년에 당시 러시아 제국 (현재 폴란드) 비아위스토크에 마르쿠스 자멘호프(폴란드어: Markus Mordechaj Zamenhof)와 로잘린 소페르(폴란드어: Rozalin Sofer)의 아들로 태어났다. 출생지는 당시 울리차 지엘로나(폴란드어: Ulica Zielona) 거리 6번지인데, 이는 오늘날 "자멘호프 거리"로 이름이 바뀌었고, 자멘호프의 흉상이 서 있다. 생일은 당시 러시아에서 쓰이던 율리우스력으로는 12월 3일이고, 이는 그레고리우스력으로는 12월 15일이다. (히브리력으로는 기슬르(히브리어: כִּסְלֵו)월 6일이다.)
자멘호프의 부모는 유대인이었고, 원래 리투아니아 출신 가문이었다. 아버지 마르쿠스는 프랑스어와 독일어 강사로 일했다. 어머니 로잘린은 어린 자멘호프에게 주로 이디시어를 썼고, 아버지 마르쿠스는 자멘호프에게 주로 러시아어를 썼다. 이 밖에도 가정에서 폴란드어가 쓰였고, 또 마르쿠스는 자멘호프에게 프랑스어, 독일어, 히브리어를 가르쳤다.
자멘호프는 학교에서 고대 그리스어와 라틴어, 영어를 배웠다. 이 밖에도 이탈리아어, 스페인어, 리투아니아어에도 관심이 있었다고 한다. 자멘호프는 이미 학교에 있을 때인 1878년부터 "린그베 우니베르살라"(Lingwe uniwersala)라는 이름으로 국제어에 대하여 생각하기 시작했고, 1878년 생일(율리우스력) 때 이미 이 "린그베 우니베르살라"로 지은 노래를 불렀다고 한다.
모스크바에서 의학을 1879~1881년 동안 배웠고, 그 뒤 바르샤바로 옯겨 의학 공부를 1881~1885년 동안 계속했다. 의과대학 졸업 후 내과적 질환을 주로 보는 일반의로 일했으나, 자신이 진료한 환자들의 죽음에 괴로워하며 자신이 이 일에 맞지 않는다고 느껴 바르샤바에서 안과 수련을 받았다.
처음에는 위대한 러시아 문인이 되는 것이 꿈일 정도로 러시아 제국에 호의적이었으나, 1881~1882년의 포그롬으로 인하여 점점 시온주의적 성향으로 기울었다. 그러나 1885년에 접어들면서 유대인에 대하여 배타적인 시온주의를 벗어나 범세계적인 인본주의를 꿈꾸게 되었다. 이는 훗날 그가 제창하게 될 인류인주의(Homaranismo)의 바탕이 되었다.

### 전문직 및 에스페란토의 창시 (1885~1917)

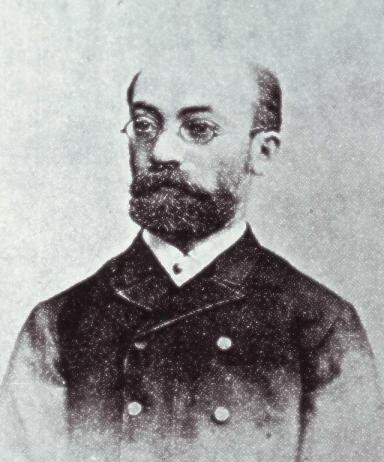
1887년의 자멘호프

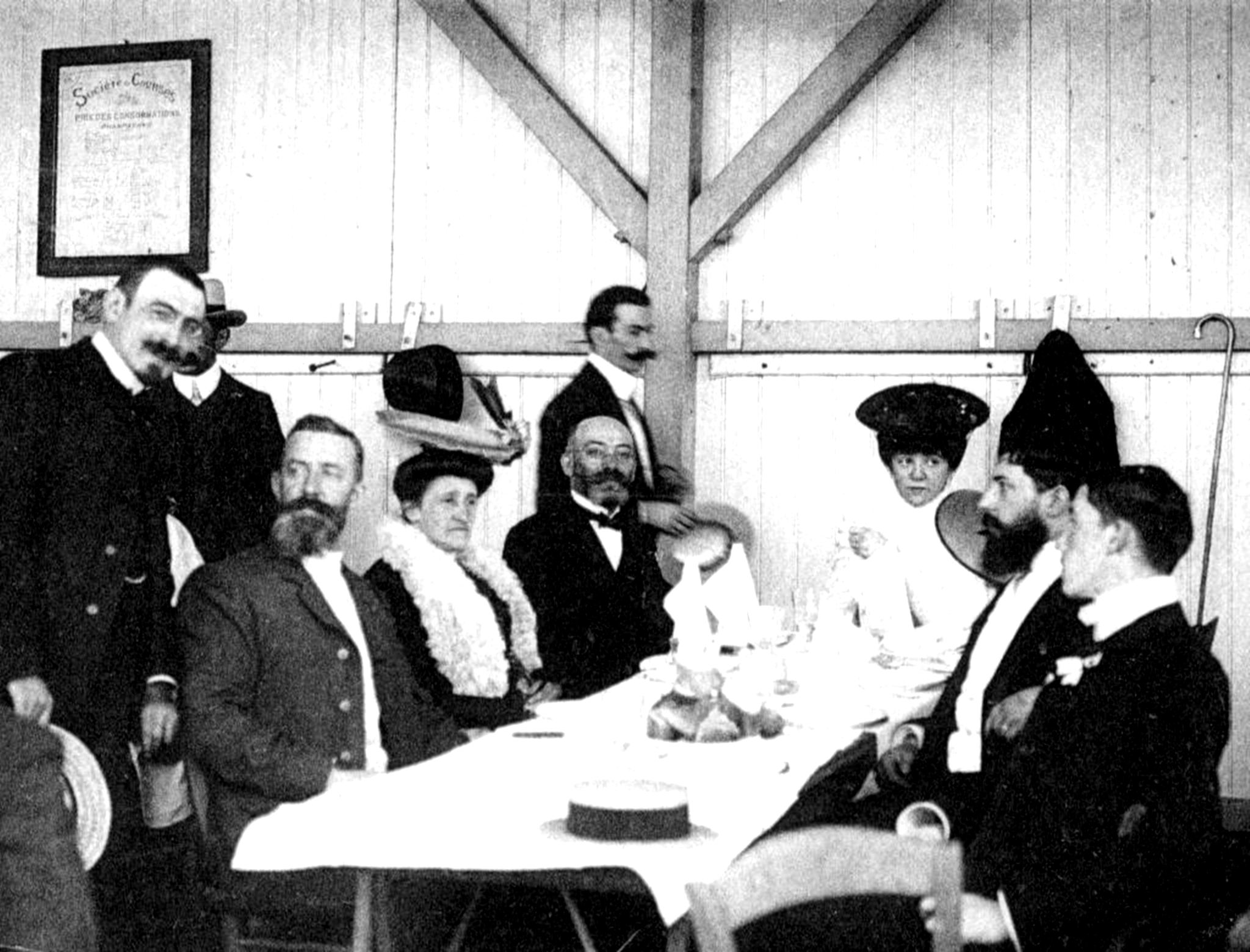
1905년 프랑스 불로뉴쉬르메르 제1차 세계 에스페란토 대회에서 앉아 있는 자멘호프 가족과 미쇼(Michaux) 가족

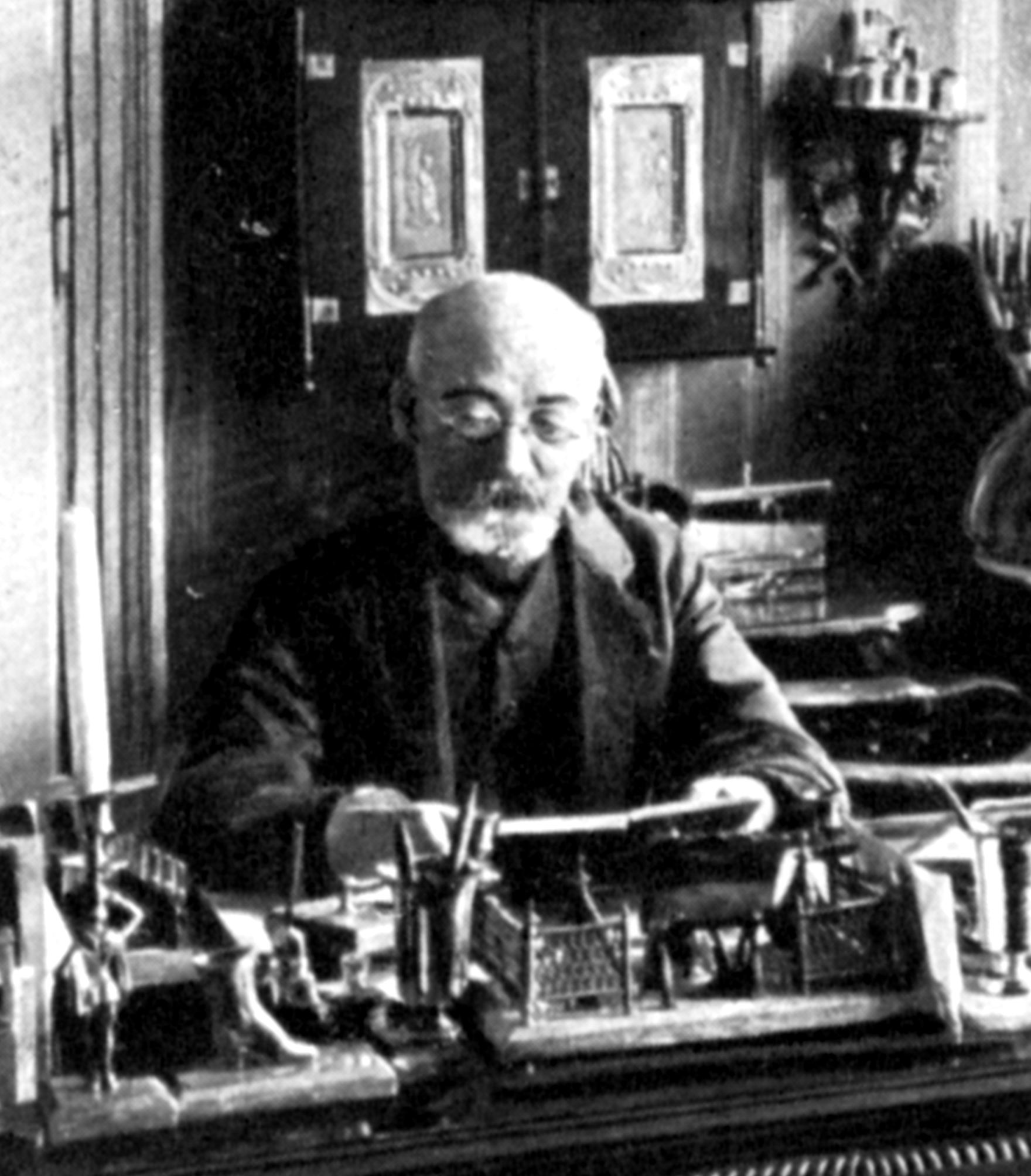
서재에 앉아 있는 자멘호프 (1910년 경)

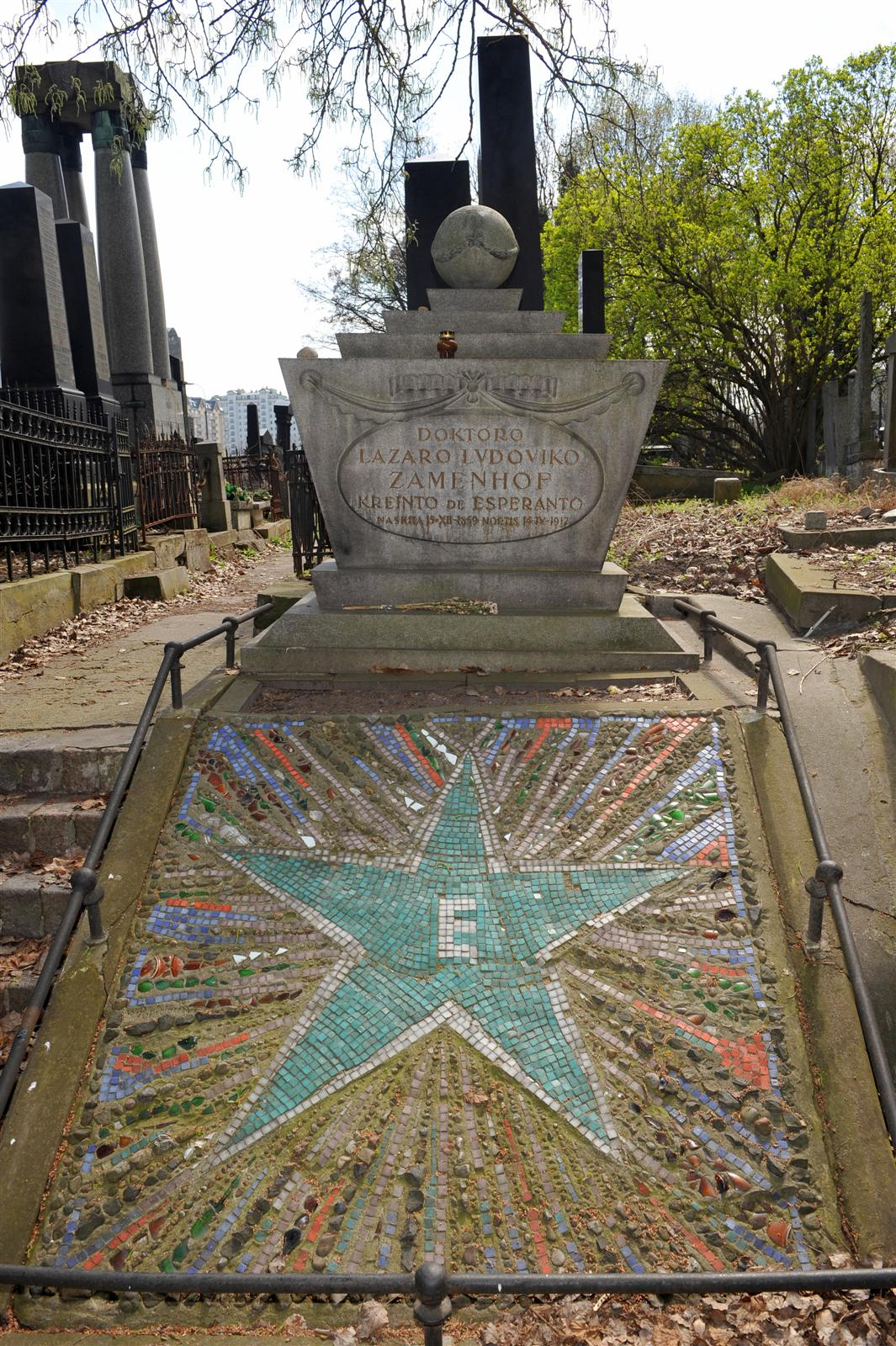
자멘호프의 묘

1885년부터 자멘호프는 리투아니아 베이시에야이(Veisiejai)에서 안과 의사로 일하기 시작했다. 이 동안에는 사적인 시간이 넉넉했고, 오늘날 에스페란토로 불리는 국제어를 개발할 수 있었다. 이는 1887년 7월(율리우스력 14일, 그레고리우스력 26일)에 알렉산데르 실베르니크(Aleksander (Sender) Silbernik)의 도움을 얻어 "제1서"라는 제목으로 출판되었다. 이 때 자멘호프는 "에스페란토 박사"(Doktoro Esperanto, 희망하는 사람)라는 필명을 썼는데, 이는 훗날 제1서로 창제된 국제어의 이름이 되었다.
같은 해 8월 (그레고리우스력 9일)에 자멘호프는 실베르니크의 딸 클라라 (Klara)와 혼인하였고, 곧 아들 아담(폴란드어: Adam, 에스페란토: Adamo, 1888년생)과 딸 조피아(폴란드어: Zofia, 에스페란토: Sofio, 1889년생)를 얻었다. (훗날 아담과 조피아 둘 다 의사가 된다.) 1904년에는 딸 리디아(폴란드어: Lidia, 에스페란토: Lidja)를 얻었다.
1893년 10월에는 흐로드나로 이사하고, 독일에 거주하는 루이차 라흐마닌(Luiza Rachmanin)에게 전세를 내 안과 의사로 일했다. 이 때 가정부를 두기도 했다. 흐로드나 의사 협회에서 활동하였고, 사법부에서 중재인으로 일하기도 했다..
1889년이 되자 장인에게서 받은 혼인 지참금이 다 떨어졌고, 궁핍에 시달렸다. 1897년 11월 8일에 흐로드나를 떠나 바르샤바의 유대인 빈민굴로 이사하였으나 약 1900년까지 궁핍을 면치 못했다. 대략 1900년부터 심장 질환을 앓기 시작했다.
자멘호프가 동유럽에 머무르는 동안, 서유럽에서는 에스페란토가 널리 알려졌다. 곧 1905년 프랑스 불로뉴쉬르메르(Boulogne-sur-Mer)에서 제1차 세계 에스페란토 대회가 열렸고, 자멘호프도 참석하였다. 이후 매년 열리게 되는 세계 대회에 자멘호프는 빠지지 않고 죽을 때까지 참석하였고, 또 독일과 오스트리아-헝가리 제국도 여행하였다.
1914년 파리에서 열릴 계획이었던 제10회 세계 대회에 참석하기 위하여 자멘호프가 여행하던 도중 제1차 세계 대전이 발발하였다. 자멘호프는 러시아와 독일은 서로 전쟁하고 있었으므로 불가피하게 약 2주의 여행 끝에 스칸디나비아를 거쳐서 바르샤바로 돌아올 수 있었다. 이 동안 자멘호프의 건강은 심하게 악화되었다. 바르샤바에 돌아온 자멘호프는 의사 일을 아들 아담에게 넘기고, 한스 크리스티안 안데르센의 동화와 타나크를 에스페란토로 번역하는 데 몰두했다. 1917년 4월 14일 (히브리력 닛산(נִיסָן 14일)에 사망하였고, 이틀 뒤 (16일) 바르샤바에 매장되었다.

## 명칭
자멘호프의 히브리어 이름은 "엘리에제르"(אליעזר)이다. 통상시에는 이에 해당하는 이디시어 이름 "레이제르"(לייזער)를 썼다. 에스페란토로는 통상적으로 이를 "라자로"(Lazaro)로 썼다.
러시아 제국에서는 유대인들도 러시아어 이름을 가져야 했으므로, 자멘호프는 "류드비크"(Людвик) 또는 "류도비크"(Людовик)를 썼다. 이는 인공어의 선구자였던 17세기 영국인 프랜시스 로드윅(Francis Lod(o)wick)을 기린 것이다. 이 이름은 자멘호프가 모스크바로 유학을 갔을 때부터 쓰기 시작했다. 이는 에스페란토로 "루도비코"(Ludoviko)로 표기한다.
에스페란토를 배포하기 1년 전까지는 자멘호프는 성을 독일어식 철자 Samenhof로 썼으나, 이를 이디시어식 (또는 에스페란토식) 철자 Zamenhof로 바꾸었다. 1900년 이전에는 이름을 통상적으로 "L. Zamenhof"로 적었으나, 그의 동생 레온 자멘호프(Leon Zamenhof)가 대학을 졸업하면서 "L. Zamenhof"라는 이름을 쓰기 시작하였으므로 자멘호프는 대신 공식 서류에 "L. L. Zamenhof"로 이름을 적기 시작했다. (다만, 사적인 편지에는 계속 "L. Zamenhof"를 썼다.)
에스페란토에 대한 저작에는 대개 "에스페란토 박사"(Doktoro Esperanto)라는 필명을 썼다. "에스페란토"는 "희망하는 이"(esperi + -anto)라는 뜻이다. 원래 에스페란토 언어는 이름이 없었는데, "에스페란토 박사의 언어"(Lingvo de Doktoro Esperanto)가 축약되어 "에스페란토"라고 불리게 되었다.
시온주의에 관련된 저작에는 Gamzefon, Hemza, Amiko (벗), N.N., Anna R., Unuel, Homo sum (라틴어로 "나는 사람이다"), Homarano (인류의 일원), Doktoro X. (X박사) 등의 필명을 썼다.

## 같이 보기
- 자멘호프의 날